# Czas miłości
Czas miłości / Pory życia, pory miłości (wł. Le stagioni del cuore) – włoski serial telewizyjny z 2004 roku w reżyserii Antonello Grimaldi. W rolach głównych Alessandro Gassman i Anna Valle.

## Wersja polska
W Polsce serial emitowany był w iTVN pod nazwą Czas miłości. Liczba odcinków wynosiła 14, a czas emisji odcinka około 50 minut. Opracowaniem wersji polskiej dla iTVN zajęło się ITI Film Studio. Autorką tekstu była Agnieszka Kamińska. Lektorem serialu był Paweł Straszewski.